# علاء مكي
علاء مكي عبد الرزاق الويسي (ولد في سنة 1955. خريج الاعدادية المركزية في بغداد سنة 1972 بتسلسل الرابع على العراق. حاصل على بكلوريوس طب وجراحة عامة من كلية الطب/ جامعة بغداد سنة 1978 بدرجة جيد، ومن الربع الأول. حاصل على دبلوم عالي في الباثولوجي السريري/ كلية طب جامعة بغداد سنة 1986.

## التاريخ المهني
طبيب مقيم دوري في مستشفى اليرموك ومستشفى حماية الأطفال سنة 1979.
طبيب مقيم أقدم في المركز الوطني لنقل الدم سنة 1979.
طبيب مقيم في مركز نقل الدم مستشفى الرشيد العسكري بين عامي 1981 إلى 1984.
مسؤول مختبرات محافظة الأنبار بين عامي 1989 إلى 1993.
المدير الفني للمركز الوطني لنقل الدم من سنة 1993 إلى سنة 2001.
محاضر جامعي في كلية الطب/ جامعة بغداد/ مادة طب نقل الدم من سنة 1993 إلى سنة 2005 لطلبة الدراسات العليا.
عضو اللجنة الاستشارية العليا لأمراض الدم من 1993 إلى 2003.
رئيس اللجنة الاستشارية لأمراض الدم من سنة 2003 إلى سنة 2004.
مدير مختبرات زرع نخاع العظم من سنة 2001 إلى سنة 2005.
عضو مؤسس لمركز الثلاسيميا في بغداد.
عضو مؤسس لمركز الأمراض النزفية الوراثية في بغداد.
عضو مؤسس للمركز التخصصي لزرع نخاع العظم في بغداد.
أول طبيب عراقي قام بعملية فصل الخلايا الجذعية في العراق في يناير 2003.
أحد أعضاء الفريق الطبي الذي اجرى أول عملية ناجحة لزرع النخاع في العراق في 13 أغسطس سنة 2004.
رئيس لجنة التربية والتعليم في مجلس النواب العراقي من سنة 2006 إلى سنة 2010.[بحاجة لمصدر]